# 関宮村
関宮村（せきのみやむら）は、兵庫県養父郡にあった村。現在の養父市の北東部、八木川の中流域にあたる。

## 地理
- 山岳：妙見山、宝引山
- 河川：八木川、八木谷川、出合川

## 歴史
- 1889年（明治22年）4月1日 - 町村制の施行により、出合村・吉井村・関ノ宮村・尾崎村・万久里村・大谷村・三宅村の区域をもって発足。
- 1956年（昭和31年）8月1日 - 美方郡熊次村と合併して養父郡関宮町が発足。同日関宮村廃止。

## 交通

### 道路
- 国道9号